# دیک کوکران
دیک کوکران (انگلیسی: Dick Cochran؛ زادهٔ june ۲۳, ۱۹۳۸ (۸۶ سال)) ورزشکار دو و میدانی اهل ایالات متحده آمریکا است.
وی در مسابقات کشوری و بین‌المللی در مجموع برندهٔ ۱ مدال برنز شده‌است.